# Nous
Nous (grekiska νούς), med svensk betydelse förnuft, ande, är ett filosofiskt begrepp som introducerades av Anaxagoras – nous är en förnuftig världsprincip som ordnar elementen till en harmonisk helhet, ett kosmos. 
Platonismen, genom Plotinos tog senare över begreppet och omformade det till samma mening som logos  som motsvarar sinne, förstånd. Själen består av tre delar, enligt Platon (Staten, Bok IV): 1. Den begärande delen (τó επιθυμητιкóν), 2. Den noetiska kraften eller hjärtats energi och 3. Den aggressiva aspekten (τó θυμιкóν). Nous har förmågan att känna Gud och få kunskap om de skapade tingens innersta väsen. Denna kunskap förmedlas genom en direkt förståelse i en andlig varseblivning, på ett enkelt sätt, i skådande, theorein på grekiska. Nous är helt annorlunda än dianoia, det analytiska förnuftet. Nous formulerar inga abstrakta begrepp, utan förstår enkelt. Nous är själens spetskompetens, hjärtats djupaste rum, där meditationen och kontemplationen sker.